# Déjà Vu (canção de Beyoncé)
"Déjà Vu" é uma canção da cantora e compositora americana Beyoncé, com participação do rapper Jay-Z. Foi produzida por Rodney "Darkchild" Jerkins e Knowles para seu segundo álbum solo, B'Day. A canção combina R&B e funk da década de 1970, e sua instrumentação variada inclui baixo elétrico, chimbau, metais e a caixa de ritmos Roland TR-808. O título e a letra da canção se referem a uma mulher que constantemente se lembra de um namorado do passado.
A canção foi lançada como o primeiro single do álbum em Julho de 2006. Apesar de ter sido reconhecida como "Best Song" (Melhor Canção) no MOBO Awards de 2006, "Déjà Vu" recebeu opiniões mistas dos críticos. O single entrou no top 10 na maioria das paradas musicais, chegando ao topo de várias das paradas da revista Billboard e alcançando o número um no Reino Unido. O videoclipe da canção desagradou os fãs, milhares deles fazendo uma petição para que ele fosse regravado, citando seu tema sexual e o vestuário de Knowles, entre outras razões.
Em abril de 2024, dias após o lançamento do oitavo álbum a solo de Beyoncé, Cowboy Carter, a Rolling Stone considerou "Déjà Vu" como a melhor canção da carreira a solo da estrela texana.

## Precedentes e produção
Em 2005, o produtor americano Rodney Jerkins - que havia trabalhado anteriormente com o antigo grupo de Beyoncé, Destiny's Child - e o compositor John Webb "apareceram com o conceito de fazer uma faixa da velha escola, um regresso com baixo real e metais", para qual o título da canção é parcialmente atribuído. Tocando o baixo elétrico, Webb, com Jerkins, gravou primeiramente as partes de baixo, para que a percussão, metais e vocais fossem estratificados. A produção aconteceu no estúdio de Jerkins localizado em New Jersey e nos Sony Music Studios, em  New York City.
Jerkins gravou uma versão demo da canção com vocais da compositora americana Makeba Riddick, que foi creditada como co-escritora. Eles apresentaram o demo para Beyoncé, que mais tarde o aprovou (com a aprovação de Beyoncé, Riddick foi alistada na equipe de compositores de B'Day) e Beyoncé posteriormente escreveu a canção e arranjou os vocais. A letra de "Déjà Vu" também tem contribuições dos compositores Delisha Thomas e Keli Nicole Price, além do artista de hip-hop e namorado de Beyoncé, Jay-Z. Eles se tornou envolvido em uma fase tardia, quando Beyoncé o viu tentando cantar junto com uma versão gravada da faixa e o convidou para contribuir. Jay-Z gravou versos de rap para a canção.

## Música e letra
"Déjà Vu" é uma canção de R&B contemporâneo, apresentada em um groove de hip-hop. A canção foi composta em uma chave de B♭ maior, com uma fórmula de compasso simples. "Déjà Vu" é influenciada pelo elementos do funk da década de 1970, soul e gêneros de hip-hop. A música é amplamente baseada em instrumentação live, usando o baixo elétrico, conga, chimbau e metais. Beyoncé disse em uma entrevista, "Quando eu gravei 'Déjà Vu'... Eu sabia, antes mesmo de começar a trabalhar no meu álbum, que queria adicionar instrumentos live em todas as minhas músicas. É um tipo de equilíbrio [da música na canção], tem congas live, metais live, baixo live. Ainda é jovem, ainda é novo e fresco, mas tem o velho soul groove". Um instrumento que não é live, o Roland TR-808, fornece à canção a batida da bateria.
A letra de "Déjà Vu" foi composta na forma verso/pré-refrão/refrão e mistura dois versos de rap, similar ao single de 2003 de Knowles, "Crazy in Love", de seu álbum de estreia Dangerously in Love. A letra detalha uma mulher que constantemente se lembra de um namorado do passado.
A canção começa com Knowles introduzindo o baixo, chimbau e o Roland TR-808 pelo nome. Os sons dos instrumentos são misturados a medida que são mencionados, um após o outro; os metais são audiveis apenas no pré-refrão e nas partes do hook, além de uma curta parte do segundo rap. O baixo elétrico, que é o primeiro instrumento a entrar, usa uma técnica de legato durante o principal ostinato. Após a repetição do baixo, Knowles introduz o chimbau e a Roland TR-808. Depois que ela menciona Jay-Z, o baixo passa para um vibrato, dando lugar ao primeiro rap. Ao fundo, com a repetição de um groove, Beyoncé começa o primeiro verso. O pré-refrão segue, para qual o baixo muda para um tom mais melódico, "para tocar algo mais cantável", nas palavras de Jon Jon Webb, o baixista da faixa. A melodia volta para o groove principal durante o hook. Esse padrão se repete e leva ao segundo rap. O terceiro pré-refrão "veio da ideia de Jerkins de ter a parte mudada no pico, com o principal groove de Webb ao fundo". Isso é seguido pelo pré-chorus principal, em seguida o hook é repetido quatro vezes. Os vocais acabam quando os instrumentos param de preencher o espaço. O chimbau e o Roland TR-808 também param; a canção termina com o baixo e os metais.

## Lançamento

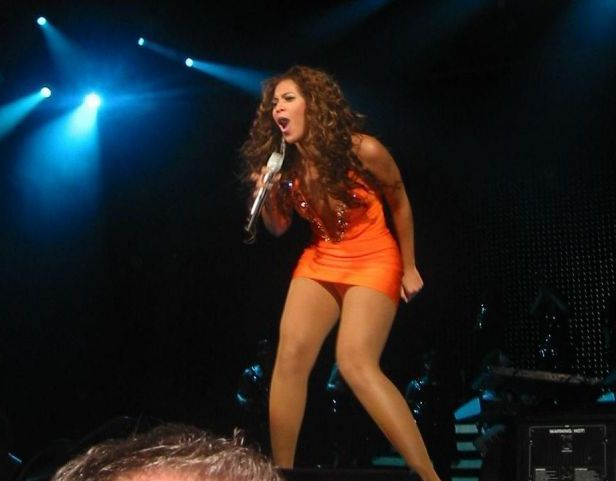
Beyoncé apresentando "Déjà Vu" em 2007, na Suécia.

"Déjà Vu" vazou na internet em 13 de junho de 2006. No dia seguinte, foi lançado nas estações de rádio, quatro semanas depois de Beyoncé informar a Columbia, sua gravadora, que B'Day estava finalizado. Mais de um mês mais tarde, foi lançado em formato físico; a faixa foi lançada como CD single em 31 de julho de 2006 nos Estados Unidos. Um CD Extra foi lançado em 12 de setembro, contendo cinco faixas e uma faixa multimídia adicional de "Déjà Vu". No Reino Unido, o download digital ficou disponível em 7 de agosto. Um Maxi single e um 12" single foram mais tarde lançados em 21 de agosto.
Knowles chamou o duo britânico Freemasons para fazerem uma versão remix de "Déjà Vu" (o duo acabaria também por fazer remixes de "Ring The Alarm", "Beautiful Liar", "Green Light", todas elas faixas de B'Day) . A versão foi produzida e aparece no álbum de estreia do grupo, Shakedown, lançado em 2007. Um Maxi single, contendo a versão do álbum e o remix dos Freemasons, foi lançado em 5 de agosto na Austrália.

### Recepção
| Críticas profissionais | Críticas profissionais |
| Avaliações da crítica  | Avaliações da crítica  |
| Fonte                  | Avaliação              |
| ---------------------- | ---------------------- |
| About.com              | [ 12 ]                 |
| IGN                    | [ 17 ]                 |
| PopMatters             | [ 18 ]                 |
| The Guardian           | [ 19 ]                 |

"Déjà Vu" recebeu opiniões mistas dos críticos. Bill Lamb, do About.com, disse que faltava "um sentimento de verdadeira alegria". Mike Joseph, da PopMatters, acredita, no entanto, que é "fantástico ouvir Beyoncé cantando seus pulmões para fora" ao lado de um groove cheio misturado a instrumentos live". Sasha Frere-jones, do The New Yorker, avaliou a letra como uma "intrincada visão da memória", enquanto Chris Richards, do The Washington Post, caracterizou Knowles em "Déjà Vu" como uma "namorada deslumbrada-pelo-amor". Spence D., da IGN, elogiou o groove de baixo de Jerkins, dizendo que ele levou a faixa à "perfeição". Caroline Sullivan, do The Guardian, elogiou Beyoncé e Jay-Z: "O dueto deles na magnífica 'Déjà Vu' é tão ardente quanto o pop pré-vertente consegue, mas mesmo quando Jay-Z não está fisicamente presente, ele traz uma coisa formidável em Beyoncé, que evoca a jovem, selvagem Tina Turner".
Outros críticos compararam "Déjà Vu" ao single de 2003 de Beyoncé, "Crazy in Love", o primeiro single do primeiro álbum dela. De acordo com Gail Mitchell, da revista Billboard, a cnção é vista por muitos como uma sequência de "Crazy in Love". Jason King, da revista Vibe, considerou a canção "clonada a partir do DNA da rouquenha 'Crazy in Love'", enquanto Thomas Inskeep, da revista Stylus, refere-se a ela como uma 'Crazy in Love' lite. Outros críticos, no entanto, não concordaram com relação aos paralelos entre as duas canções. Andy Kellman, do Allmusic, diise que a canção "teve a audácia de não ser tão monstruosa quanto 'Crazy in Love'", referindo-se ao sucesso comercial que esta teve em 2003. Ryan Dombal, escritor do Pitchfork Media, uma publicação online, afirmou que "dessa vez, Beyoncé foi ousada na batida". Jody Rosen, da revista Entertainment Weekly, referiu-se a "Déjà Vu" como uma escolha "estranhamente positiva" para primeiro single.
"Déjà Vu" foi nomeada para Best Rap/Sung Collaboration (Melhor Parceria de Rap/Canto) no Grammy Awards 2007, enquanto a versão remix foi nomeada para Best Remixed Recording, Non-Classical (Melhor Gravação Remixada, Não-Clássica). A canção foi premiada na categoria Best Song (Melhor Canção), no MOBO Awards 2006, em Londres. 	
No ano seguinte, foi nomeada para Best Collaboration (Melhor Parceria), ao lado da canção Upgrade U, também gravada com colaboração de Jay-Z, no Black Entertainment Television (BET) Awards.

## Performance nas paradas musicais
"Déjà Vu" apareceu na Billboard Hot 100 menos de um mês antes de seu lançamento físico. O single debutou no número quarenta e quatro, e chegou até a posição quatro. O remix de Freemasons/M. Joshua da canção chegou ao topo do Billboard Hot Dance Music/Club Play, enquanto a versão álbum alcançou a posição dezoito na mesma parada musical. "Déjà Vu" também chegou ao topo nas seguintes paradas da Billboard Hot Dance Singles Sales e Hot R&B/Hip-Hop Singles & Tracks, foi número nove na Rhythmic Top 40 e número quatorze Top 40 Mainstream. No fim de ano de 2007 da Billboard, "Déjà Vu" alcançou a posição sete na parada Hot Dance Singles Sales.
"Déjà Vu" alcançou o top dez em menos de dez países europeus. No Reino Unido, o single vendeu 29 365 unidades na primeira semana. Ele alcançou o número um no UK Singles Chart, tornando-se o segundo single número um solo de Beyoncé no país. O single alcançou o top cinco na Irlanda, Noruega e Suíça e entrou no top dez na Bélgica, Finlândia, Alemanha e Portugal. "Déjà Vu" não alcançou o top 10 nos países da Oceania. O single alcançou o número doze na Australian Singles Chart, e o quinze na New Zealand Singles Chart. "Déjà Vu" é o nonagésimo oitavo single com melhores vendas na Austrália em 2006.

## Videoclipe
O videoclipe de "Déjà Vu" foi filmado pela diretora britânica Sophie Muller em Nova Orleans, Luisiana, em 21 de junho de 2006, com partes do vídeo filmadas no Maple Leaf Bar, em Carrollton, Luisiana. As filmagens retratam muito trabalho com os pés e rotinas com temas sexuais."Déjà Vu" estreou simultaneamente em 12 de Julho de 2006 no Total Request Live (TRL), programa da MTV estadunidense, e no Overdrive, canal de vídeo em banda larga da MTV. O vídeo alcançou o topo do top de vídeos do TRL. Também chegou ao topo da parada UK TV airplay no final de Julho de 2006. O videoclipe ganhou o prêmio de "Best Video" (Melhor Vídeo) no MOBO Awards de 2006.
As reações ao vídeo foram mistas. Sal Cinquemani, da Slant Magazine, comentou que é "mais temático e provocante do que os vídeos de 'Baby Boy' e 'Naughty Girl'", canções do primeiro álbum de Beyoncé. Eb Haynes, do Allhiphop.com, descreveu o vídeo como "visualmente fresco". um grupo de mais de 2 mil fãs de Beyoncé assinaram uma petição pedindo que fosse feita um regravação do vídeo, queixando-se de "uma falta de tema, edição que causa vertigem, escolha de roupas errada" e do tema sexual retratado no vídeo, considerando algumas cenas de "inaceitável interação [entre Beyoncé e Jay-Z]". A petição caracteriza os movimentos de dança de Knowles como "erráticos, confusos e alarmantes em momentos". Uma notícia publicada pelo Hindustan Times relatou que uma cena em particular do vídeo é sugestiva de sexo oral. Natalie Y. Moore, da revista In These Times ecoou o último comentário, escrevendo que o vídeo mostra Knowles "empertigando sua sexualidade" e que nas cenas com Jay-Z "parece que a qualquer minuto ela irá lhe dar uma felação".

## Formatos e faixas
Reino Unido CD single
1. "Déjà Vu" (Album Version) – 3:59
2. "Déjà Vu" (Freemasons Radio Mix) – 3:15

Europa maxi single
1. "Déjà Vu" (Album Version) – 3:59
2. "Déjà Vu" (Freemasons Radio Mix) – 3:15
3. "Déjà Vu" (Freemasons Club Mix) – 8:05
4. "Déjà Vu" (Maurice's Nusoul Mix) – 6:00
5. "Déjà Vu" (Maurice's Nusoul Mixshow Mix) – 5:57

## Créditos e pessoal
- Vocais: Beyoncé Knowles, Jay-Z (rap)
- Gravação: Jeff Villanueva, Jim Caruana
  - Com a ajuda de: Rob Kinelski, Jun Ishizeki
- Mix engineers: Jason Goldstein, Rodney Jerkins, Knowles
- Toda a música: Jerkins
- Baixo: John Webb
- Metais: Ronald Judge, Allen "Al Geez" Arthur, Aaron "Goody" Goode
  - Arranjo dos metais: Jerkins

## Desempenho
| Tabelas musicais (2006)                    | Melhor posição |
| ------------------------------------------ | -------------- |
| Alemanha - German Singles Chart            | 9              |
| Austrália - Australian ARIA Singles Chart  | 12             |
| Áustria - Austrian Singles Chart           | 12             |
| Bélgica - Belgian Singles Chart (Flanders) | 8              |
| Bélgica - Belgian Singles Chart (Wallonia) | 19             |
| Dinamarca - Danish Singles Chart           | 16             |
| Eslováquia - IFPI Slovenská Republika      | 43             |
| Estados Unidos - Billboard Hot 100         | 4              |
| Estados Unidos - Hot R&B/Hip-Hop Songs     | 1              |
| Estados Unidos - Hot Dance Club Play       | 1              |
| Estados Unidos - Pop Songs                 | 14             |
| Estados Unidos - Pop 100                   | 10             |
| Estados Unidos - Hot Singles Sales         | 1              |
| Europa - European Hot 100 Singles          | 2              |
| Finlândia - Suomen virallinen lista        | 6              |
| França - French Singles Chart              | 23             |
| Grécia - Greek Singles Chart               | 8              |
| Hungria - Rádiós Top 40                    | 2              |
| Irlanda - Irish Singles Chart              | 3              |
| Itália - Italian Singles Chart             | 4              |
| Noruega - Norwegian Singles Chart          | 3              |
| Nova Zelândia - New Zealand Singles Chart  | 15             |
| Países Baixos - Dutch Top 40               | 13             |
| Reino Unido - UK Singles Chart             | 1              |
| Chéquia - IFPI Česká Republika             | 21             |
| Suécia - Swedish Singles Chart             | 11             |
| Suíça - Swiss Singles Chart                | 7              |

| Tabelas musicais (2006)                    | Posição |
| ------------------------------------------ | ------- |
| Austrália - Australian Singles Chart       | 98      |
| Austrália - Australian Urban Singles Chart | 34      |
| Bélgica - Belgian Singles Chart (Flanders) | 75      |
| Itália - Italian Singles Chart             | 52      |
| Suíça - Swiss Singles Chart                | 55      |
| Reino Unido - UK Singles Chart             | 56      |
| Estados Unidos - Billboard Hot 100         | 65      |
| Estados Unidos - Hot R&B/Hip Hop Songs     | 25      |
| Estados Unidos - Pop 100                   | 95      |

| País / Certificadora  | Certificações |
| --------------------- | ------------- |
| Estados Unidos / RIAA | Ouro          |

### Precessão e sucessão
| Gráficos de sucessão                                      | Gráficos de sucessão                                                            | Gráficos de sucessão                                 |
| --------------------------------------------------------- | ------------------------------------------------------------------------------- | ---------------------------------------------------- |
| Precedido por "Hips Don't Lie" de Shakira com Wyclef Jean | Primeira posição na UK Singles Charts 27 de Agosto de 2006                      | Sucedido por "SexyBack" de Justin Timberlake         |
| Precedido por "Shoulder Lean" de Young Dro com T.I.       | Primeira posição na Hot R&B/Hip-Hop Songs 2 de Setembro - 9 de Setembro de 2006 | Sucedido por "Pullin' Me Back" por Chingy com Tyrese |
| Precedido por "A Public Affair" de Jessica Simpson        | Primeira posição na Dance/Club Play Songs 14 de Outubro de 2006                 | Sucedido por "Is It Love?" de iiO                    |